# CSS Raleigh (1861)
El CSS Raleigh fue originalmente un pequeño barco a vapor con casco metálico y propulsado mediante hélice que operaba en la zona del canal de Albemarle & Chesapeake. Fue tomado por el estado de Carolina del Norte en mayo de 1861, y transferido a los Estados Confederados de América el siguiente mes de julio. Su comandante entre 1861-62, fue el teniente Joseph W. Alexander, de la CSN. Su zona de servicio, era las aguas costeras de Carolina de Norte y Virginia y el río James como parte de la escuadra del río James (James River Squadron).

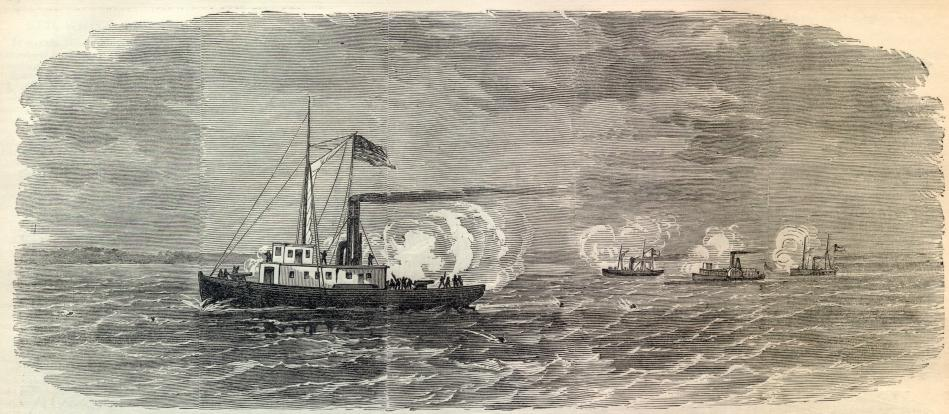
En persecución de la Fanny.

El CSS Raleigh dio apoyo a Fort Hatteras y Fort Clark entre el 28 y el 29 de agosto de 1861; tomó parte en una expedición el  1 de octubre  para capturar el vapor del  Ejército de los Estados Unidos Fanny con valiosos suministros a bordo, y acompañó al CSS Sea Bird en misión de reconocimiento al Pamlico Sound el 20 de enero de 1862. También tomó parte active en la defensa de la Isla Roanoke contra un asalto anfibio organizado por las fuerzas federales entre el 7 y el 8 de febrero de 1862, y en Elizabeth City 2 días después. Desde allí, el CSS Raleigh escapó a través del  Canal de la Ciénaga Dismal a Norfolk (Virginia).
Entre el 8 y el 9 de marzo de 1862, el CSS Raleigh actuó como buque de apoyo del CSS Virginia durante la histórica Batalla de Hampton Roads, por la cual, fue felicitada por el Congreso Confederado.
Con la Captura por los federados del astillero Norfolk Navy Yard en mayo de 1862, el CSS Raleigh remontó el río James, pero a partir de entonces, la escasez de tripulantes, restringió su actividad a mostrar pabellón o misiones de patrulla.
El Raleigh, fue renombrado CSS Roanoke poco antes de finalizar la guerra, y fue destruido por los confederados para evitar su captura el 4 de abril de 1865 durante la evacuación de  Richmond (Virginia).

## Comandantes
Los comandantes del CSS Raleigh fueron:
- Teniente Joseph W. Alexander (1861-1862)
- Teniente Maxwell T. Clarke (1863-junio de 1864)
- Teniente  Mortimer Murray Benton (junio de 1864)
- Primer Oficial A.E. Albertson (31 de julio de 1864-)
- Acting Master W. Frank Shippey (octubre-diciembre de 1864)
- Teniente William Wonder Pollock (enero de 1865 hasta su destrucción)